# Valhalla Festival
Valhalla Festival is een eendaags Nederlands festival dat sinds 2012 jaarlijks in de RAI Amsterdam plaatsvindt. Valhalla is een festival dat georganiseerd wordt door AIR Events/ID&T, Apenkooi en E&A Events.
Het evenement heeft ieder jaar een breed muziekprogramma bestaand uit Techno, House en Urban artiesten. Het festival staat in het teken van een 'Circus'-thema. Naast het muziekaanbod zijn er ook circusacts en theater op het festival aanwezig.

## Geschiedenis
Op 22 december 2012 werd de eerste editie van Valhalla Festival gehouden in de RAI in Amsterdam. Sindsdien heeft het festival jaarlijks plaatsgevonden op de zaterdag in dat weekend van december, wat tevens de eerste week van de kerstvakantie is. Valhalla staat erom bekend dat het een van de grootste indoor festivals is in Nederland dat in de winter plaatsvindt. Vanaf de eerste editie is het muziekprogramma van het festival variërend; sinds de eerste editie is er op het festival voornamelijk elektronische muziek gevarieerd met deep house en disco.

## Edities
| Jaar | Datum       | Line-up |
| ---- | ----------- | --- |
| 2012 | 22 december | Agoria (FRA), Alex Under LIVE (SPA), Ben Sims (UK), Boris Werner, Boss Axis (GER), Charles, Davos, Chris Julien & Victor Coral, Cinnaman, Compuphonic (BE), Cosmin TRG (RO), Daniel Stefanik (GER), Deetron (CH), Dekmantel Soundsystem, Dirtcaps, Dominik Eulberg (GER), Einmusik LIVE (GER), Erin & Eke Evi, Feest DJ Ruud, FS Green, Gerd, Gesaffelstein (FRA), GirlsLoveDJs DJ Set, Hellie Berry, Hosted by Knuckle Duster Agency, Hosted by Miss Bunty, Hosted by Mr. Simpson, Jaziah, John Talabot (SPA), Joost van Bellen, Juan Sanchez Invites, Kerk!, Kissy Sell Out (UK), Lumière, Lustige Lola & Weltschmerz, De Man Zonder Schaduw, Mark Henning LIVE (GER), Matthias Tanzmann (GER), Maxxi Soundsystem (UK), Michael Jacques, Mikey Nice, Mosca (UK), Mudde, N'TO (LIVE) (FRA), Quentin van Honk, RipTide, Rodriguez Jr. (LIVE) (FRA), Rooiecol, Roostervrij, Rubix, Sandwell District (GER), Secret Cinema, Sem Vox, SHMLSS, De Sluwe Vos, Terry Toner, The Flexican, The Subs LIVE (BE), Tim & Ties, Tom Trago, TWR72, Vic Crezée, Vriendje van Ferry, Yellow Claw |
| 2013 | 21 december | AKA AKA & Thalstroem LIVE (DE), Alan Fitzpatrick (UK), Arjuna Schiks LIVE, Bram Fidder, Cinnaman, Daniel Haaksman (DE), De Sluwe Vos, Dekmantel Soundsystem, Eats Everything b2b Totally Enormous Extinct Dinosaurs (UK), Egbert LIVE, Faux Couture, FeestDJRuud, Finnebassen (NO), Floorplan LIVE (USA), Girls Love DJs, Hans Klok, Joost van Bellen (25 Years of House Set), Joris Delacroix LIVE (FR), Juan Sanchez, Kees van Hondt, KERK! b2b Elias Mazian, Kölsch LIVE (DE), Makam, Marek Hemmann LIVE (DE), Melon, Memphis Maniacs, Mirella Kroes, Monte Christo, Oliver Schories (DE), Prins Thomas (NO), Prunk, RAAF & Absurd, Robert Hood Presents, Samuel Deep & Anil Aras, San Proper, SchlachthofBronx (DE), Solomun (DE), Space Dimension Controller (UK), Stijn (BE), Tensnake (DE), The Flexican & MC Sef, The Opposites LIVE, The Revenge (UK), Tom Trago LIVE, Tommy Four Seven (UK), Trafassi LIVE, Vriendje van Ferry Show, William Kouam Djoko LIVE, Yellow Claw                                                                                              |
| 2014 | 20 december | Alle Farben (DE), Amine Edge & D.A.N.C.E (FR), Andhim (DE), Beesmunt Soundsystem, Ben Pearce (UK), Boddika (UK), Boris Werner, Claptone (DE), De Sluwe Vos, Dekmantel Soundsystem, Dirtcaps, Doka, Dominik Eulberg b2b Gabriel Ananda LIVE (DE), FeestDJRuud, FS Green & Fit, Gamper & Dadoni (DE), Girls Love DJs, Harvey McKay (UK), Hot Since 82 (UK), Ici Sans Merci, Illesnoise, Job Jobse, Joris Delacroix (FR), Joris Voorn, Juan Sanchez, Kerk!, KiNK LIVE (BG), Kölsch (DK), Monkey Safari (DE), Oliver Heldens, Olivier Weiter, Planetary Assault Systems LIVE (UK), Prunk, Robin Schulz (DE), ROD, Sandrien, Tchami (FR), The Flexican & Sef, The Martinez Brothers (USA), Tsepo, Yellow Claw |
| 2015 | 19 december | Adana Twins (DE), Andhim (DE), Carl Craig (US), Cesqeaux, De Sluwe Vos, Detroit Swindle, Dirtcaps, DJ EZ (UK), East & Young, FeestDJRuud, Gaiser LIVE (US), Girls Love DJs, Hadera & Ful/Co, Hannah Wants (UK), Hungry Music LIVE (FR), Ici Sans Merci, Illesnoise, Joris Voorn, Juan Sanchez, Kris Kross Amsterdam, Les Deuxx, Lexer (DE), Lil Silva (UK), Maya Jane Coles (UK), Mia More, Mees Dierdorp, Mike Mago, MikeyNice, Mitchel Kelly, Ø [Phase] (UK), Oliver Koletzki (DE), Olivier Weiter b2b Miss Melera, Prunk, ROD, Route 94 (UK), Sam Feldt, Seth Troxler (US), Stefan Vincent, Sunny, Tripeo LIVE, Vriendje van Ferry, Waze & Odyssey (UK), Worakls & Joachim Pastor, Wouter S. |
| 2016 | 17 december | Agoria (FR), Aiscream, Amine Edge & DANCE (FR), ANOTR, Answer Code Request LIVE (DE), Benny Rodrigues b2b De Sluwe Vos, De Jeugd Van Tegenwoordig, Dirtcaps, East & Young, Eats Everything (UK), Edu Imbernon (ES) b2b Olivier Weiter, Ferro, George FitzGerald (UK), Girls Love DJs, Guy Gravier, Hannah Wants (UK), Jon Gaiser LIVE (US), Jonas Rathsman (SE), JP Enfant, Juan Sanchez, Lumière, Marc Holstege, Marcel Fengler (DE), Mia More, Mikey Nice, Monte Christo, Mr. Belt & Wezol, N'to LIVE (FR), Noir (DK), Oliver Schories (DE), Paco Osuna (ES), Prunk, Quinten 909, Sandrien, Santé b2b Sidney Charles (DE), Shadow Child (UK), Shakèd, Skream b2b Patrick Topping (UK), Sterac aka Steve Rachmad, SUNNY & Alamaison, The Flexican & Sef, Wouter S., Yellow Claw |
| 2017 | 23 december | Agoria (FR), Alamaison, ANOTR, Benny Rodrigues, Enzo Siragusa (UK) b2b Ferro, Fritz Kalkbrenner, FS Green, Girlpower, Girls Love DJs, Haeken, Hot Since 82 (UK), Joey Daniel, Jonna Fraser LIVE, Kölsch (DK), Luuk van Dijk, Marc Holstege, Mia More, Moksi, Mr. Belt & Wezol, Paco Osuna (ES), Paula Temple (UK), Phalerieau & Alainde Lon, Planetary Assault Systems LIVE (UK), Prunk b2b, Chris Stussy, Reinier Zonneveld LIVE, ROD Vs. Juan Sanchez, Samuel Deep, Speedy J, The Flexican, The Happy Feelings, The Him, Walter Looks, Wouter S., Yellow Claw |
| 2018 | 22 december | $HIRAK, Abstract Division, Afro Bros, Ben Buitendijk & Van Anh, Benny Rodrigues & Wouter S., Bokoesam, Broederliefde, Chocolate Puma, Colin Benders, De Sluwe Vos & Sandrien, Equalz, Franky Rizardo & Michel de Hey, Girls Love DJs, Johnny 500, Kris Kross Amsterdam, Lil' Kleine, Luuk van Dijk & ANOTR, Mia More, Moksi, Mr. Belt & Wezol, Oliver Heldens, Prunk, Relativ |